# Hum Varoš
Hum Varoš es una localidad de Croacia situada en el municipio de Voćin, en el condado de Virovitica-Podravina. Según el censo de 2021, tiene una población de 24 habitantes.

## Demografía
| Gráfica de población de Hum Varoš 1857-2011                         |
|                                                                     |
| Según los censos de población de la Oficina de Estadísticas Croata. |